# Nová Hlína
Nová Hlína (německy Neu Lahm, lidově Malá Hlína) je vesnice, část města Třeboň v okrese Jindřichův Hradec v Jihočeském kraji. Nachází se asi čtyři kilometry severovýchodně od Třeboně. Nová Hlína leží v katastrálním území Holičky u Staré Hlíny o výměře 25,54 km².

## Historie
První písemná zmínka o vesnici pochází z roku 1748.
V roce 1942 se zde u své matky ukrýval nemocný člen výsadku Out Distance, parašutista Karel Čurda. Po atentátu na Heydricha vyzradil úkryt atentátníků z obavy před tím, že by jeho obec následovala osud nacisty zničených Lidic.

## Přírodní poměry
Nedaleko obce se rozkládá český největší rybník Rožmberk.

## Obyvatelstvo
| Rok            | 1869 | 1880 | 1890 | 1900 | 1910 | 1921 | 1930 | 1950 | 1961 | 1970 | 1980 | 1991 | 2001 | 2011 | 2021 |
| -------------- | ---- | ---- | ---- | ---- | ---- | ---- | ---- | ---- | ---- | ---- | ---- | ---- | ---- | ---- | ---- |
| Počet obyvatel | 270  | 289  | 298  | 333  | 319  | 319  | 266  | 211  | 235  | 170  | 179  | 136  | 110  | 124  | 134  |
| Počet domů     | 25   | 34   | 29   | 32   | 35   | 43   | 53   | 57   | 49   | 49   | 51   | 56   | 61   | 69   | 75   |

## Obecní správa
Při sčítání lidu v letech 1850–1983 Nová Hlína byla osadou obce Stará Hlína, se kterým patřila nejprve do okresu Třeboň, ale od roku 1960 v okrese Jindřichův Hradec. Od 1. července 1983 je částí města Třeboň v okrese Jindřichův Hradec.

## Osobnosti
- Karel Čurda (1911–1947), československý voják v exilu za druhé světové války, člen paraskupiny Out Distance a pozdější konfident gestapa.[6]